# 奧耶木板教堂

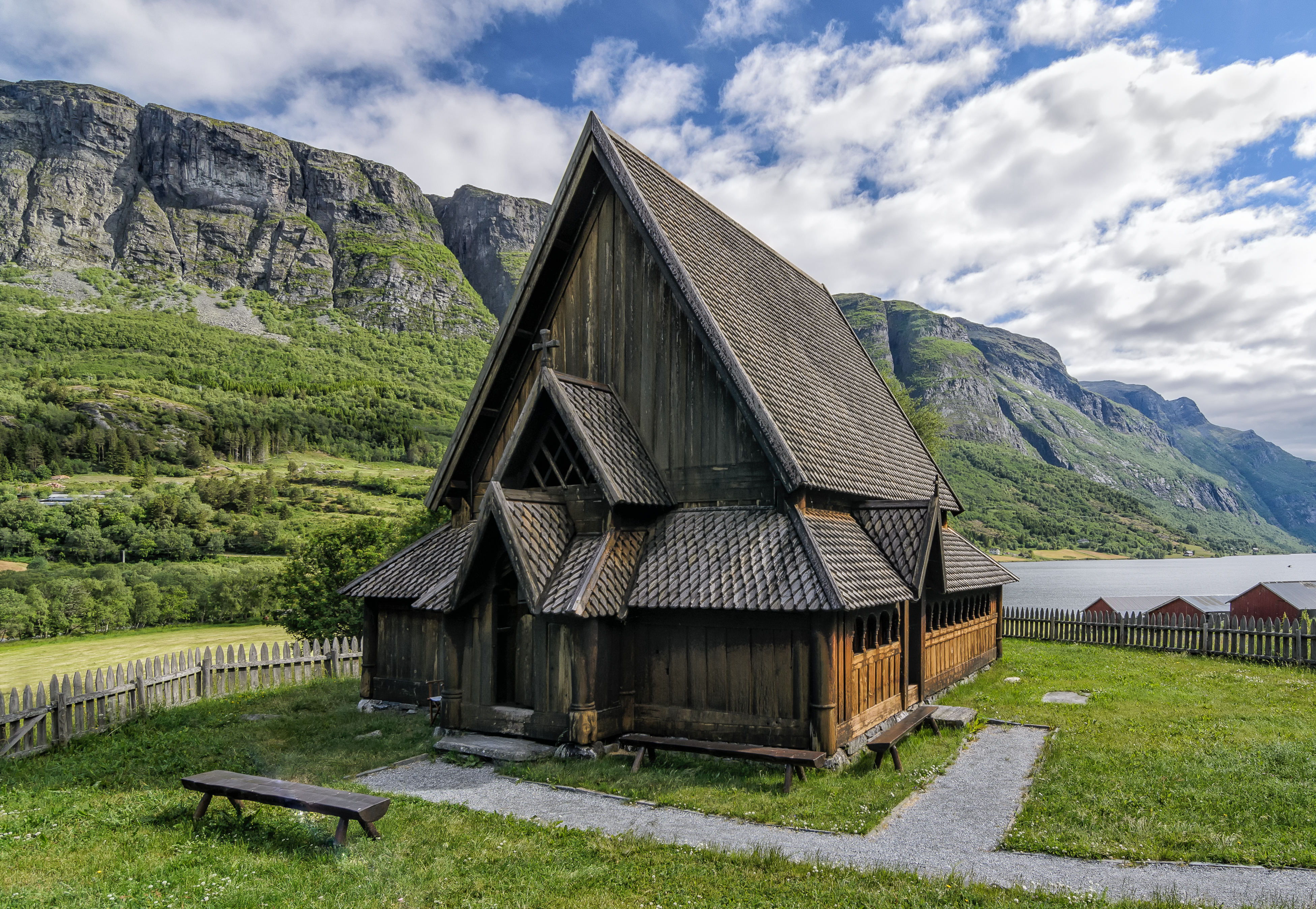

奧耶木板教堂（挪威語：Øye stavkyrkje）是挪威的一座挪威教會的木板教堂，位於內陸郡的旺。這座教堂可以容納約30人。關於這座教堂最早的記錄可以追溯至1347年。

## 外部連結
- Øye Stave Church at Stavkirke.org （页面存档备份，存于） （挪威語）